# Tango Bourges Basket
Tango Bourges Basket is een Franse damesbasketbalclub uit Bourges. De club werd in totaal 14 keer Frans landskampioen en won de Coupe de France 10 keer. In 2012 kreeg de club Tango als sponsor, daarvoor speelde de club als Cercle Jean Macé Bourges Basket. De club komt sinds 1991 uit in de Ligue féminine de basketball, de Franse eredivisie.

## Erelijst
- Landskampioenschap Frankrijk (14):

Winnaar: 1995, 1996, 1997, 1998, 1999, 2000, 2006, 2008, 2009, 2011, 2012, 2013, 2015, 2018
Tweede: 2001, 2002, 2004, 2005, 2007, 2010, 2014, 2016
- Coupe de France (10):

2005, 2006, 2008, 2009, 2010, 2014, 2017, 2018, 2019, 2024
2002, 2007, 2012, 2015, 2016, 2022, 2025 (Runner-up)
- Tournoi de la Fédération (7):

1996, 1999, 2000, 2001, 2006, 2007, 2008
1995, 1998, 2002, 2005 (Runner-up)
- Match des champions (6):

2014, 2015, 2017, 2018, 2022, 2024
2016, 2019 (Runner-up)
- EuroLeague Women (3):

1997, 1998, 2001
2000 (Runner-up)
- EuroCup Women (2):

2016, 2022
- FIBA Europe SuperCup Women (1):

2022
- Ronchetti Cup (1):

1995

## Bekende spelers
- Héléna Ciak
- Céline Dumerc
- Edwige Lawson-Wade
- Audrey Sauret
- Laia Palau
- Vedrana Grgin-Fonseca
- - Jelena Choedasjova
- Ana Dabović
- Ljubica Drljača
- Catherine Joens
- Anete Jēkabsone-Žogota
- Chatilla van Grinsven

## Bekende coaches
- Valérie Garnier
- Catherine Malfois
- Pierre Vincent
- Vadim Kapranov